# Eddie Quigley
Edward Quigley, plus connu sous le nom d'Eddie Quigley (né le 3 juillet 1921 à Bury dans le Lancashire, et mort le 18 avril 1997 à Blackpool), est un joueur de football anglais qui évoluait au poste de défenseur et d'attaquant, avant de devenir ensuite entraîneur.

## Biographie

### Carrière de joueur
Il est transféré de Sheffield Wednesday pour Preston North End pour la somme de 26 500£, record du football britannique pour l'époque.

## Palmarès
| Sheffield Wednesday - Championnat d'Angleterre D2 : - Meilleur buteur : 1947-48 (23 buts). |  | Preston North End - Championnat d'Angleterre D2 (1) : - Champion : 1950-51. |